# Pavetta brownii
Pavetta brownii är en måreväxtart som beskrevs av Cornelis Eliza Bertus Bremekamp. Pavetta brownii ingår i släktet Pavetta och familjen måreväxter.

## Underarter
Arten delas in i följande underarter:
- P. b. brownii
- P. b. glabrata